# Западно-Сибирское генерал-губернаторство
За́падно-Сиби́рское генера́л-губерна́торство — крупная военно-административная единица Российской империи в 1822—1882 годах.
Административный центр — город Омск.

## История
Решение об образовании генерал-губернаторства было принято 26 января (7 февраля) 1822 года по инициативе М. М. Сперанского, который предложил разделить Сибирское генерал-губернаторство на западную и восточную части. Юридически это решение было оформлено утверждением 22 июля (3 августа) 1822 года «Учреждения для управлений сибирских губерний».
Центром Западно-Сибирского генерал-губернаторства стал Тобольск, однако уже первый генерал-губернатор П. М. Капцевич предпочёл в 1824 году разместить свою резиденцию в Омске. Впрочем, остальные учреждения остались в Тобольске, а после ухода Капцевича с должности в 1827 году в Тобольск вернулась и резиденция генерал-губернатора.
Всё же 25 ноября (7 декабря) 1838 года высочайшим указом повелено было перенести Главное управление Западной Сибири в Омск. Переезд должностных лиц Главного управления Западной Сибири и присутственных мест в Омск состоялся 20 мая (1 июня) — 29 мая (10 июня) 1839 года.
18 (30) мая 1882 года вместо Западно-Сибирского генерал-губернаторства учреждено Степное генерал-губернаторство с центром также в Омске.

## Административно-территориальное деление
Согласно «Учреждению для управлений сибирских губерний», в состав генерал-губернаторства вошли Тобольская и Томская губернии. Помимо этого учреждалась Омская область в составе Омского, Петропавловского, Семипалатинского и Усть-Каменогорского округов.
8 (20) апреля 1838 года утверждено «Положение об отдельном управлении сибирскими киргизами», которым Омская область была упразднена, но в составе Тобольской губернии образован Омский округ.
19 (31) мая 1854 года на месте Омского округа создана Область Сибирских Киргизов с центром в Омске, в состав которой вошли Кокчетавский, Кушмурунский, Акмолинский, Баянаульский и Каркаралинский округа, а объединением Усть-Каменогорского округа и Семипалатинского округа выделена Семипалатинская область.
21 октября (2 ноября) 1868 года согласно «Временному положению по управлению в степных областях Оренбурга и Западно-Сибирском генерал-губернаторстве» Область Сибирских Киргизов переименована в Акмолинскую область.
По реформам 1867—1868 гг. территория современного Казахстана делилась на три генерал-губернаторства: Туркестанское, Западно-Сибирское, Оренбургское.
Западно-Сибирское включало Акмолинскую,Семипалатинскую области. Акмолинская область включала в себя уезды: Акмолинский, Кокчетавский, Петропавловский, Омский, Атбасарский (Сарысуйский) (присоединился спустя год).

## Главное управление Западной Сибири
Главное управление Западной Сибири на 1881 год:
- Генерал-губернатор Западной Сибири (ген.-адьют., ген.-лейт. Г. В. Мещеринов)

Областные управления Западной Сибири:
- Военный губернатор Акмолинской области (ген.-лейт. В. С. Цытович)
- Военный губернатор Семипалатинской области (ген.-майор А. П. Проценко)
- Губернатор Тобольской губернии (ДСС В. А. Лысогорский)
- Губернатор Томской губернии (ДСС В. И. Мерцалов)

Военное управление Западной Сибири
- Западно-Сибирский военный округ (ген.-адьют., ген.-лейт. Г. В. Мещеринов)
- Войска Акмолинской области (ген.-лейт. В. С. Цытович)
- Войска Семипалатинской области (ген.-майор А. П. Проценко)
- Сибирское казачье войско (ген.-адьют., ген.-лейт. Г. В. Мещеринов)
- Сибирская военная гимназия (ген.-майор П. С. Цытович)
- Сибирский жандармский округ (ген.-майор Д. М. Ходкевич)

Совет Главного управления Западной Сибири:
Члены от министерств:
- МВД (ДСС В. Б. Лакиер)
- Минюст (ДСС В. И. Спасский)
- Минфин (НС Я. А. Крымский)
- Просвещения (ДСС Н. Я. Максимов)

Структура:
- I Отдел (ДСС П. М. Залесский)
- II Отдел (ДСС П. О. Козлов)
- III Отдел (СС А. И. Орлов)
- IV Отдел (ДСС Е. А. Заборовский)
- Съёмочное Отделение (КС Ф. А. Дорофеев)

Отдельные управления в составе ГУЗС:
- Управление Акцизными сборами Западной Сибири (КС В. А. Кочеров)
- Управление Омского телеграфного округа (СС М. И. Ковзан)
- Управление Алтайскими горными заводами (ДСС Ю. И. Эйхвальд)
- Западно-Сибирское Окружное управление общества попечения о раненых и больных воинах (ген.-майор П. С. Цытович)

## Военное управление
Военную структуру генерал-губернаторства представлял Отдельный Сибирский корпус, сформированный в 1820 году в составе 23-й пехотной дивизии и Сибирского линейного казачьего войска. Командиром корпуса был по должности генерал-губернатор Западной Сибири.
В 1864 году корпус переименован в Войска Западной Сибири, расформированные 8 (20) июня 1865 года в связи с созданием Западно-Сибирского военного округа. 25 мая (6 июня) 1882 года одновременно с упразднением Западно-Сибирского генерал-губернаторства округ был переименован в Омский военный округ.

## Генерал-губернаторы
| Ф. И. О.                      | Титул, чин, звание                      | Время замещения должности                                |
| ----------------------------- | --------------------------------------- | -------------------------------------------------------- |
| Пётр Михайлович Капцевич      | генерал-лейтенант                       | 22 июля (3 августа) 1822—25 июля (6 августа) 1827        |
| Иван Александрович Вельяминов | генерал-лейтенант                       | 25 июля (6 августа) 1827—28 сентября (10 октября) 1834   |
| Николай Семёнович Сулима      | генерал-лейтенант                       | 28 сентября (10 октября) 1834—28 января (9 февраля) 1836 |
| Пётр Дмитриевич Горчаков      | князь, генерал-лейтенант                | 28 января (9 февраля) 1836—13 (25) декабря 1850          |
| Густав Христианович Гасфорд   | генерал от инфантерии                   | 19 (31) декабря 1850—13 (25) января 1861                 |
| Александр Осипович Дюгамель   | генерал-лейтенант                       | 13 (25) января 1861—28 октября (9 ноября) 1866           |
| Александр Петрович Хрущов     | генерал-лейтенант                       | 28 октября (9 ноября) 1866—1 (13) января 1875            |
| Николай Геннадьевич Казнаков  | генерал-адъютант, генерал от инфантерии | 1 (13) января 1875—19 февраля (3 марта) 1881             |
| Григорий Васильевич Мещеринов | генерал-адъютант, генерал-лейтенант     | 19 февраля (3 марта) 1881—25 мая (6 июня) 1882           |